# ジョセフ・カリ
ジョセフ・カリ（Joseph Cali, 1950年3月30日 - ）はアメリカ合衆国の俳優。ニューヨーク市出身。
最も有名な作品として1977年の大ヒット映画『サタデー・ナイト・フィーバー』のジョーイ役で知られている。その他にもリチャード・ドレイファス、エイミー・アーヴィング主演の『コンペティション』など、テレビドラマや映画の脇役として出演することが多い。また俳優業以外では、ジョセフ・カリ・システムズ・デザインというホームシアタービジネスを手がけている。

## 主な出演作

### 映画
- サタデー・ナイト・フィーバー - Saturday Night Fever （1977年）
- コンペティション - The Competition （1980年）
- The Lonely Lady （1983年）

### テレビドラマ
- ジェシカおばさんの事件簿 - Murder, She Wrote （1985年、1990年、1994年）
- エルム街の悪夢 ザ・シリーズ - Freddy's Nightmares （1989年）
- エイリアン・ネイション - Alien Nation （1990年）
- 反逆のヒーローレネゲイド - Renegade （1993年）
- メルローズ・プレイス - Melrose Place （1997年）
- ベイウォッチ - Baywatch （1997年）